# Microscolex campbellianus
Microscolex campbellianus är en ringmaskart som först beskrevs av Benham 1905.  Microscolex campbellianus ingår i släktet Microscolex och familjen Acanthodrilidae. Inga underarter finns listade i Catalogue of Life.